# Haciendas de Michoacán
Las históricas fincas localizadas en el estado de Michoacán, México funcionaron como haciendas durante la época colonial española del Virreinato de Nueva España y posteriormente algunas tuvieron un substancial desarrollo en la época del Porfiriato.
Las haciendas se componían de grandes extensiones de tierras donde se desarrollaban actividades agrícolas y ganaderas principalmente. Entre sus instalaciones se encontraba la “casa grande” o casa principal donde algunas de ellas sobresalen por su valor arquitectónico e histórico. En varios casos los hacendados tuvieron varias haciendas en su propiedad y no residían precisamente en ellas. Las haciendas estaban administradas por un mayordomo que tenía a su cargo el personal operativo como el capataz, mozos y peones. 
Actualmente la mayoría de las Haciendas de Michoacán se encuentran en estado de ruinas, solo presentando como testigos los cascos de las haciendas. Otras fueron absorbidas por poblados que se desarrollaron alrededor de ellas modificando los inmuebles y en algunos casos otras han sido conservadas con fin turístico o particular.
prácticamente estas haciendas fueron hechas en el siglo XV

## Historia
El modelo de las haciendas como tipo de propiedad de la tierra y uso de la misma, fue introducido a México proveniente de España en la época colonial. En un inicio la primera modalidad de las haciendas en la Nueva España fue la “Encomienda” que otorgaba el Rey de España a algunos militares conquistadores durante la Conquista de México a los que se nombraba “Encomendero”.
Posteriormente durante el Virreinato de Nueva España se siguió dando el Repartimiento donde se asignaron grandes superficies de tierras para su administración a la iglesia católica siendo a través de los obispados al clero diocesano o secular y las órdenes religiosas, así como a nobles y miembros del gobierno virreinal principalmente, las tierras también se otorgaban como obsequios o recompensas. Otra forma de poseer grandes extensiones de tierras para personajes acaudalados fue mediante la compra y los matrimonios entre familias. 
En la época colonial las haciendas fueron los principales centros de producción agrícolas y ganaderos y por tanto abastecedores de productos en las ciudades. En Michoacán durante la época virreinal algunos personajes llegaron a tener gran cantidad de haciendas en propiedad como lo fue la Tercera Condesa de Miravalle que llegó a poseer alrededor de 70 haciendas en Michoacán, además de minas.
Después de la Guerra de la Independencia de México algunas de las haciendas siguieron funcionado, otras fueron saqueadas y destruidas al pertenecer a españoles. 
A finales del siglo XIX y principios del siglo XX durante el gobierno del presidente de México Porfirio Díaz, conocido como el Porfiriato, ocurrió un resurgimiento notable de las haciendas en el país. Algunas de ellas se fortalecieron con la presencia en su territorio del ferrocarril, que facilitó el transporte y la distribución de insumos y productos. De esa época datan grandes haciendas que se construyeron en estilos arquitectónicos de la época como el neoclásico y el ecléctico. De ese periodo en Michoacán se encuentran testimonios como la exhacienda de Coapa en Tiripetío o la exhacienda de Villachuato (Michoacán).
El declive de las haciendas se inició con el estallido de la Guerra de la Revolución mexicana en 1910 que puso fin al régimen Porfirista en 1911. El movimiento social ocurrió entre otros aspectos por la explotación de los obreros y campesinos en las haciendas. Durante la guerra algunas haciendas fueron saqueadas y destruidas, algunas conservándose en pie.
El funcionamiento de las haciendas en todo México tuvieron su fin en el año de 1934 con la promulgación de leyes conocidas como la Reforma Agraria impulsada por el presidente de México Lázaro Cárdenas del Río (Periodo: 1934-1940) época en que se hizo un reparto de tierras a campesinos en general y comunidades indígenas creando el ejido comunitario. 
A partir de la época de la reforma agraria la mayoría de los conjuntos arquitectónicos de las haciendas quedaron en abandono por sus originarios propietarios o en sus casos nuevos dueños. Algunos inmuebles pasaron a formar parte del gobierno empleándose con fin público como escuelas entre otros usos. Unos inmuebles dado el reparto de tierra, sirvieron para originar nuevos poblados al construir los nuevos propietarios casas a su alrededor como lo es el caso de la localidad de Álvaro Obregón Michoacán originado a raíz de una exhacienda que hoy funciona como Palacio Municipal. Otros pocos inmuebles funcionan como hoteles, salones de eventos entre otros usos, pero en la mayoría de los casos actualmente las antiguas haciendas en Michoacán se presentan en estado de ruinas.

## Arquitectura
- Instalaciones de las haciendas

Las haciendas en general aparte de las grandes superficies de terreno se componían de un área habitacional denominada Casco de la hacienda, donde se encontraban las siguientes instalaciones: la casa principal o casa grande donde residía la familia del hacendado o propietario. Capilla, casas de mozos o peones que eran pequeños cuartos que albergaban familias enteras. La tienda de raya donde se vendía productos a los trabajadores de la hacienda. Huerto, caballerizas, corrales para el ganado, bodegas para el almacenamiento de la cosecha (granos, entre otros). Dependiendo de las actividades productivas de la hacienda (agrícola, ganadera etc.) éstas presentaban instalaciones como molinos y pequeñas fábricas. Algunas grandes haciendas llegaron a tener escuelas para la educación de los hijos de los empleados. En la época del Porfiriato algunas haciendas contaron entre sus instalaciones con estaciones de ferrocarril para la trasportación de productos e insumos que comunicaban tanto con otras haciendas como poblados y ciudades. 
- Diseño y estilo arquitectónico

La arquitectura de las haciendas corresponde al periodo en que fueron construidas siendo las de la época colonial española (siglos XVI, XVII, XVIII) en estilo barroco, y las de la época porfirista (finales del siglo XIX y primera década del XX) en estilo neoclásico y ecléctico principalmente. 
En general los principales materiales empleados en su construcción son piedra de cantera en fachadas, patios de arquería. Muros segundarios en mampostería de adobe, techos de viguería de madera y cubierta de teja de barro. Pisos en cantera o loseta de barro. 
La casa grande o principal arquitectónicamente son las edificaciones más sobresalientes de las haciendas, presentaban en general planta cuadrangular con uno o dos niveles. Su fachada ostentaba un pórtico o portal de arquería, presentaban de manera aislada o integrada a la casa una capilla. En su interior se ubicaba un patio central de planta rectangular con arquería, rodeado de corredores que distribuían a las salas o habitaciones del inmueble, entre las que se encontraban la cocina, comedor, sala de estar o de recepción, habitaciones de la familia, etc.

## Patrimonio arquitectónico de las Haciendas de Michoacán
A continuación se enlistan por región geográfica algunas de las haciendas que se localizan en el estado de Michoacán:

### Haciendas de la Región del Valle de Morelia-Cuitzeo
Esta región geográficamente comprende el área hidrológica de la Cuenca de Cuitzeo conformada por valles y afluentes pluviales que alimentan el lago de Cuitzeo. La cuenca de Cuitzeo en Michoacán abarca municipios como Morelia, Tarímbaro, Charo, Indaparapeo, Queréndaro, Zinapecuaro, Álvaro Obregón, Copándaro, Cuitzeo entre otros. 
Condiciones naturales como el suelo y la presencia de agua gracias al río que trascurre de Morelia desembocando al lago de Cuitzeo permitieron que desde la época colonial en esta región se establecieran haciendas agrícolas dedicadas a la producción de hortalizas, granos y cereales principalmente. 
En la época del Porfiriato algunas haciendas de la región se fortalecieron con el tendido del sistema férreo que comunica Morelia pasando por el valle de los municipios vecinos hasta el centro del país, ya que en esa época el ferrocarril funcionó como el principal y más eficiente medio de transporte para el traslado de los insumos y productos. En algunas haciendas se construyeron pequeñas estaciones del ferrocarril especialmente para servirlas. 
Algunas de las haciendas conservadas en esta región son:
- Ex hacienda de Coapa (Tiripetío): localizada en la localidad y tenencia de Tiripetío en el municipio de Morelia. La exhacienda de Coapa data de la época colonial donde en su origen perteneció hasta el siglo XVIII a los religiosos agustinos que tuvieron su convento en Tiripetío, posteriormente perteneció al clero secular hasta mediados del siglo XIX en que fue un bien nacionalizado por el gobierno, más adelante perteneció a particulares hasta 1950 en que la propiedad fue convertida por el gobierno en escuela de maestros. El edificio de la exhacienda de Coapa que se conserva actualmente en pie data de finales del siglo XIX época en que se construyó la estación de ferrocarril cercana la exhacienda para la trasportación de sus productos e insumos. La Exhacienda de Coapa presenta el estilo neoclásico, está conformada por la casa principal que presenta en su fachada dos niveles con pórticos de arquería de medio punto; una portada central rematada con pequeño frontón semicircular, donde se hallan el acceso principal y ventanales; en un extremo del edificio se halla una capilla integrada. En su interior la exhacienda presenta un amplio patio cuadrangular de dos niveles con corredores de arquería de medio punto, al fondo se ubican escaleras de tipo imperial que comunican a los corredores y habitaciones circundantes al patio. Otras instalaciones anexas son lo que fueron algunas casas de peones y la referida estación de ferrocarril.
- Ex hacienda San Bartolo (Álvaro Obregón): localizada en la localidad de Álvaro Obregón (Michoacán) en el municipio del mismo nombre. Data del siglo XVIII, alrededor de la hacienda se creó la localidad de Álvaro Obregón a raíz de la reforma agraria a principios del siglo XX. Actualmente la exhacienda se conserva en pie y funciona como oficinas de la Presidencia Municipal. El inmueble presenta el estilo neoclásico, se localiza en lo alto de una colina, la casa principal posee dos nieles, su fachada principal presenta un portal en su primer nivel y balcones en el segundo, en su interior se ubica un patrio cuadrangular con arquería de medio punto. Posee una capilla que data de 1836 separada de la casa, ubicada en una plazoleta frente al inmueble.

- Ex hacienda de Quirio: localizada en las inmediaciones de la localidad de Quirio en el municipio de Álvaro Obregón (Michoacán). Data del siglo XVII y perteneció al clero y particulares. En 1910 se construyó una pequeña estación de ferrocarril en los terrenos de la hacienda para su uso. Actualmente la exhacienda se conserva en pie. Presenta el estilo barroco, su fachada es de dos niveles, posee un portal de arquería de medio punto.

- Ex hacienda de Charo: localizada en las inmediaciones de la localidad de Charo en el municipio del mismo nombre.

- Ex hacienda de Santa Rita: localizada en la localidad de Santa Rita en el municipio de Copándaro en las inmediaciones del Lago de Cuitzeo. La exhacienda en la época colonial perteneció a los frailes agustinos que tuvieron su convento en Cuitzeo. El inmueble fue reconstruido en el siglo XIX. Actualmente la exhacienda se conserva en pie y a su alrededor se urbanizó el pequeño poblado de Santa Rita. Su fachada de un nivel presenta portal con arquería de medio punto, posee una capilla que funciona como templo del pueblo.

### Haciendas de la Región del Valle de Zamora-Chapala
Esta región se localiza al noroccidente de Michoacán y comprende los valles fértiles de la Ciénaga de Chapala donde su sistema hidrológico lo conforman el Río Lerma, el Rio Duero y una parte del Lago de Chapala. Entre los municipios que conforman el área se encuentran Zamora, Jacona, Ecuandureo, Vista Hermosa, Briseñas, Cojumatlán, Villamar, Jiquilpan, Sahuayo, Cotija, entre otros.
Las haciendas establecidas en esta región datan de la época colonial y principalmente de la época del Porfiriato donde la zona tuvo un gran auge económico y agrícola. El tendido de la vía férrea también permitió el desarrollo de importantes haciendas como la de “El Molino” en el municipio de Vista Hermosa o la exhacienda de “Guaracha” en el municipio de Villamar.
Algunas de las haciendas conservadas en esta región son:
- Ex hacienda Los Espinos (Zamora): localizada en las cercanías de la ciudad de Zamora de Hidalgo en el municipio de Zamora. Data de la época colonial española. Actualmente la casa principal se conserva en pie. Su fachada presenta en sus dos niveles portales de arquería de cantera con arcos de medio punto, el techo es de viguería de madera y cubierta de teja de barro.

- Ex haciendas de Vista Hermosa: son dos haciendas localizada en la localidad de Vista Hermosa en el municipio del mismo nombre. Una recibió el nombre de Buena Vista y la otra El Molino. Datan de principios del siglo XVIII y se consolidaron en el siglo XIX. Ambas haciendas pertenecieron a Francisco Velarde DE LA MORA, conocido como “El Burro de Oro” quien apoyo a los conservadores y Maximiliano de Habsburgo en la época de la intervención francesa, a la derrota fue fusilado confiscándosele sus bienes. En el siglo XX con el reparto agrario las haciendas sirvieron para originar el actual poblado de Vista Hermosa.
  - Ex hacienda Buena Vista (Vista Hermosa): se conserva en buen estado, el inmueble funciona como Presidencia Municipal de la localidad. Data de 1851, presenta el estilo ecléctico. Su fachada presenta dos niveles, en su primer piso posee un portal con arquería de medio punto y el segundo una serie de ventanas rectangulares con balcones. A un extremo se ubica una capilla integrada a la construcción que posee una esbelta torre de campanario rematada por un domo en forma de bulbo. En su interior la exhacienda presenta un nivel conformado por un patio rectangular con arquería de medio punto, y corredores que distribuyen a las habitaciones circundantes.
  - Ex hacienda El Molino o de Negrete (Vista Hermosa): perteneció a Francisco Velarde hasta 1860 en que fue adquirida por José María Martínez Negrete. La exhacienda el Molino o de Negrete está conformada por diversas edificaciones entre las que se hallan la casa principal, la troje o granero, una escuela y una capilla con casa cural. La Casa principal se encuentra en restauración. Presenta el estilo neoclásico, su fachada ostenta un nivel conformado por un portal de arquería de cantera, de esbeltos pilares que soportan arcos de medio punto, rematado en su parte central por un frontis triangular. En su interior se hallaba un patio rodeado de arquería. La Escuela de la hacienda se originó como una escuela agrícola pero nunca funcionó como tal, desde mediados del siglo XX ha funcionado como escuela pública de nivel básico. El inmueble presenta gran valor arquitectónico y presenta el estilo ecléctico. Presenta dos niveles, en el primero se ubican una serie de ventanas con arco de medio punto y en el segundo ventanas rectangulares. En la parte central de lo anteriormente descrito se ubica un pórtico con tres gruesos arcos en su primer nivel y en su segundo nivel un portal sostenido con tres pares de esbeltas columnas. El inmueble es techado con cubierta de lámina. En su interior se encuentra un patio rectangular de dos niveles. La capilla se conserva en pie y está en uso mientras que la casa cural se encuentra en ruinas. La Capilla se ubica aislada de las demás edificaciones y presenta el estilo neogótico. Su fachada muestra un frontis rectangular y puerta de arco ojival. En el centro de la fachada se levanta una pequeña torrecilla de campanario de dos cuerpos. En su interior posee planta de cruz latina y pequeña cúpula en el crucero. En el ábside se ubica un mausoleo donde se resguardan los restos de Martínez Negrete y sus dos esposas en sarcófagos de piedra.

- Ex hacienda de Guaracha (Emiliano Zapata): localizada en la localidad de Emiliano Zapata en el municipio de Villamar. Data de la época colonial, fue una de las haciendas más importantes de Michoacán y la principal en la región de la Ciénaga de Chapala en el siglo XIX y primeros años del siglo XX, tuvo relevancia en el cultivo y procesamiento de azúcar. De lo que fue la hacienda se encuentran la casa principal y su capilla anexa en buen estado, una troje o granero y en ruinas lo que fue el ingenio azucarero con algunos muros y altas chimeneas. La Casa principal actualmente funciona como escuela preparatoria. Luce el estilo ecléctico y presenta un nivel, la casa se ubica en una pequeña plataforma elevada a la cual se accede por rampas y escaleras. Su fachada está conformada por un portal de arquería de cantera con arcos de medio punto, en la parte central del portal se ubica una portada con un arco de medio punto rematado por frontis triangular. A un extremo se del portal se ubica una capilla integrada al inmueble que presenta torre de campanario de dos cuerpos con remate singular. En su interior presenta patio cuadrangular de arquería rematado por una balUstrada.

- Ex hacienda de Briseñas: localizada en la localidad de Briseñas en el municipio del mismo nombre. Data de la época colonial tuvo varios propietarios entre los que se encuentran el hacendado Manuel Castellanos, la familia Briceño; también perteneció al imperialista Francisco Velarde De la Mora, conocido como “El Burro de Oro” a quien fueron confiscados sus bienes, siendo comprada la propiedad por José María Martínez Negrete. En 1910 el presidente de México Porfirio Díaz se hospedó una semana en la hacienda. En el reparto de tierras de la época de la reforma agraria la hacienda originó el poblado de Briseñas que fue declarado cabecera del municipio del mismo nombre fundado en 1950. Entre sus instalaciones se encuentran la casa principal que funciona como Presidencia Municipal, bodegas, granero y una capilla. La fachada de la casa principal presenta un nivel y está conformada por un portal de arquería, en su interior se ubica un patio modificado con parte de su antigua arquería.

### Haciendas de la Región del Bajío Michoacano

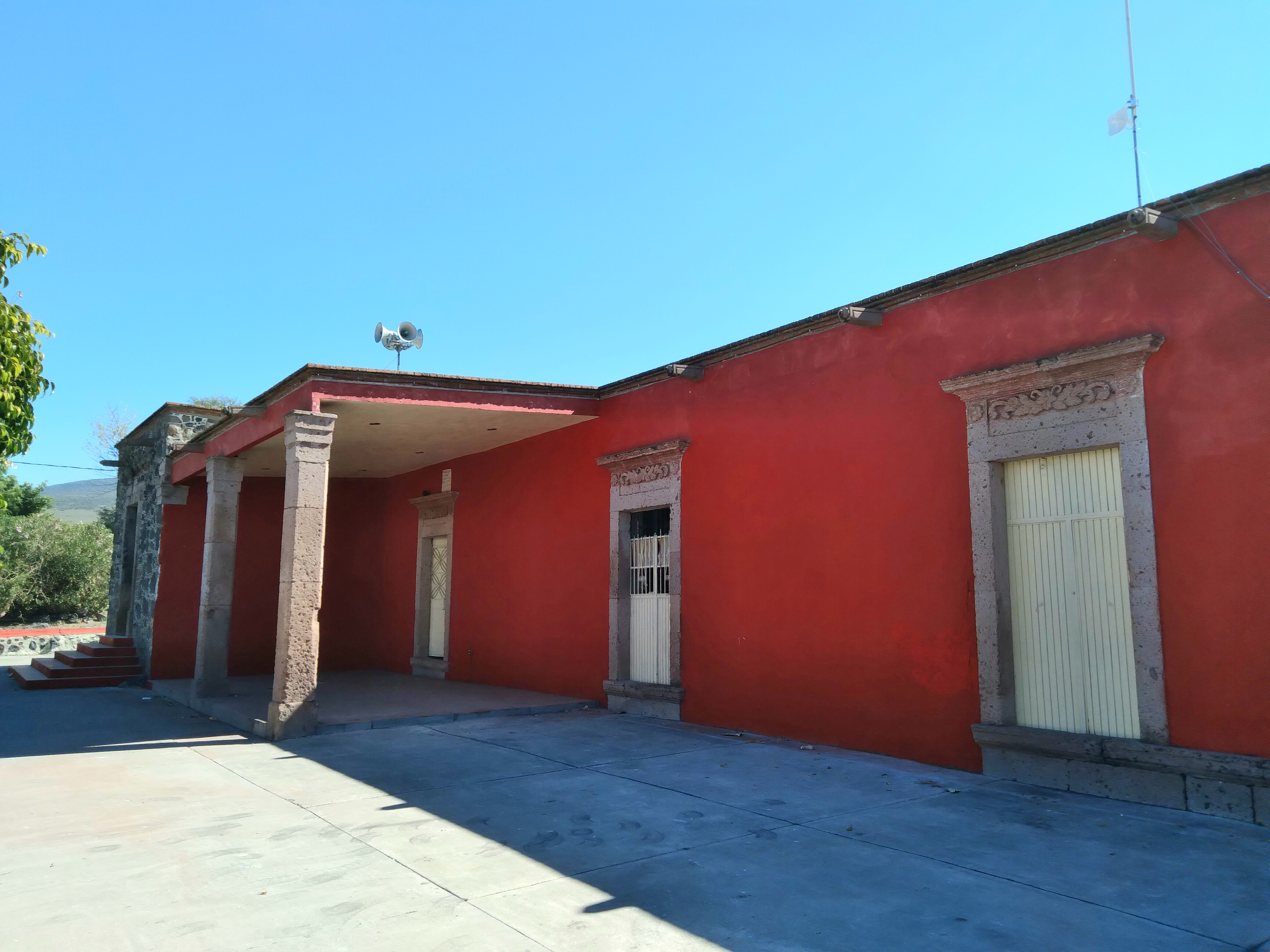
Casco de la exhacienda de Mirandillas, en el Municipio de Yurécuaro

Esta región se localiza al norte del estado de Michoacán y comprende municipios como La Piedad, Puruándiro, Numarán, Penajamillo, Angamacutiro, José Sixto Verduzco, Paníndicuaro, Jiménez entre otros. El área está conformada por extensos valles algunos colindantes con el Río Lerma. En la región durante la época del Porfiriato se otorgaron en concesión a extranjeros grandes propiedades de tierra. 
- Ex hacienda de Caurio de la Rinconada (Jiménez): localizada en la localidad de Caurio de la Rinconada en el municipio de Jiménez. Es un inmueble austero con muros de mampostería de adobe.

- Ex hacienda de Mirandillas (Yurécuaro): localizada en la localidad de Mirandillas en el Municipio de Yurécuaro Data del siglo XVIII. El inmueble se conserva en pie

- Ex hacienda de Monteleón (Yurécuaro): localizada en la localidad de Monteleón en el Municipio de Yurécuaro Se conservan cimientos, arcos y algunos muros en ruinas

- Ex hacienda de Villachuato (Puruándiro): localizada en la localidad de Villachuato (Michoacán) en el municipio de Puruándiro. Se originó en el siglo XVI y fue propiedad de Juan de Villaseñor y Orozco, para 1631 perteneció a Joseph de Figueroa. La casa principal data de los años entre 1875 y 1902, actualmente el inmueble se encuentra en ruinas, fue una importante hacienda en la región. La casa principal presenta el estilo ecléctico, edificada en cantera su fachada es de dos niveles, en el primero se ubica un amplio portal de arquería conformado por 17 arcos de medio punto, en el segundo nivel en la parte central se ubica una arquería de 5 arcos de medio punto alternada de cada lado por una serie de ventanas rectangulares. En su interior se ubican las ruinas de lo que fue un patio con corredores en forma de L con arquería de un nivel. Así mismo la hacienda poseía una estación de ferrocarril que actualmente también se presenta en estado ruinoso. Perteneció a la familia Markassuza de origen vasco francés.

- Ex hacienda de San Martín (José Sixto Verduzco): localizada en la localidad de San Martín en el municipio de José Sixto Verduzco. Data de finales del siglo XIX en la época del Porfiriato cuando perteneció a la familia Markassuza de origen vasco francés. Actualmente el inmueble se conserva en pie. Su fachada de un nivel presenta un pórtico con arquería y en su interior un patio cuadrangular de un nivel rodeado de corredores con pilares de hierro que sostienen un entablamento decorado, el techo es de viguería metálica.

- Ex hacienda de Zurumuato (José Sixto Verduzco): localizada en la localidad de Pastor Ortiz antes Zurumuato en el municipio de José Sixto Verduzco. A principios del siglo XVII fue propiedad de Joseph de Figueroa, y a finales del siglo XIX perteneció a la familia vasco francés Markassuza. Su fachada ostenta portales de arquería de medio punto en sus dos niveles. En su interior presenta un patio cuadrangular con arquería de medio punto.

### Haciendas de la Región Oriente de Michoacán
Esta región se localiza al oriente de Michoacán en los límites colindantes a los estados de Querétaro y el Estado de México, la zona se caracteriza por su clima templado-frío, algunos valles y vegetación forestal. Entre los municipios que conforman esta región se encuentran Epitacio Huerta, Contepec, Tlalpuhahua, Senguio, Angangueo, Ocampo, Zitácuaro, Tuxpan, Hidalgo, Maravatío entre otros. 
Durante la época del Virreinato de Nueva España y del Porfiriato se desarrollaba la minería en poblaciones como Tlalpuhahua y Angangueo. En el siglo XVIII la Tercera Condesa de Miravalle fue propietaria de importantes haciendas y minas en la región, habitó algunas de sus propiedades en el actual municipio de Tuxpan. 
- Ex hacienda de Carindapaz (Senguio): localizada en el municipio de Senguio.

- Ex hacienda de Soto (Senguio): localizada en el municipio de Senguio.

- Ex hacienda de Chíncua (Sénguio): localizada en el municipio de Sénguio.

- Ex hacienda de Huerta (Senguio): localizada en el municipio de Senguio.

- Ex hacienda de Tarimoro (Senguio): localizada en el municipio de Senguio.

- Ex hacienda de Santa Cruz Ojo de Agua (Epitacio Huerta): localizada en el municipio de Epitacio Huerta.

- Ex hacienda de La Mora (Jungapeo): localizada en el municipio de Jungapeo localidad de La Mora.

- Ex hacienda de La Florida (Jungapeo): localizada en el municipio de Jungapeo localidad de La Florida.

- Ex hacienda de Miravalle en Jungapeo (Jungapeo): localizada en las cercanías de la localidad de Púcuaro en el municipio de Jungapeo. Data de la época colonial española. Perteneció a la Tercera Condesa de Miravalle María Catarina Dávalos y Orozco también identificada como María Magdalena Dávalos Bracamonte y Orozco de Trebuesto. Actualmente el inmueble se encuentra en ruinas. La casa principal está edificada en cantera, posee dos niveles y presenta el estilo barroco. Posee un amplio patio con arquería de medio punto.

- Ex hacienda de Buena Vista de Zapata (Juarez): localizada en el municipio de Juárez.

### Haciendas de la Región Central
La región central del estado la conforma el sistema volcánico transversal que atraviesa de este a oeste, comprende municipios como Uruapan, Taretan, Tingambato, Nuevo Parangaricutiro, Ziracuaretiro, Ario de Rosales, Salvador Escalante, Tácambaro, Madero, entre otros. 
- Ex hacienda de Taretan: localizada en la localidad de Taretan en el municipio del mismo nombre. Data de la época colonial en que desde entonces fue un ingenio azucarero denominado “San Ildefonso Taretan” el cual fue fundado en 1580 por los frailes agustinos. En 1789 el ingenio azucarero fue adquirido por José Joaquín de Iturbide quien fuera padre de Agustín de Iturbide, La última propietaria fue la Sra. María Piedad Iturbide de Hohenlohe hasta el año de 1945 en que fue vendido el ingenio azucarero al banco ejidal.

- Ex hacienda de la Magdalena (Tacámbaro): localizada en las cercanías de la localidad de Tacámbaro en el municipio del mismo nombre.

- Ex hacienda e ingenio azucarero de Pedernales (Tacámbaro): localizada en el municipio de Tacámbaro.

- Ex hacienda de Chupio (Tacámbaro): localizada en el municipio de Tacámbaro.

- Ex hacienda Santa Rita (Tacámbaro): localizada en el municipio de Tacámbaro. Propiedad de la familia Covarrubias Becerra hasta principios del siglo XX.

### Haciendas de la Región de Tierra Caliente
La región de Tierra Caliente de Michoacán comprende un amplio valle de clima tropical caluroso. El área está conformada por los municipios de Apatzingán, Páracuaro, Francisco Múgica, Tepalcatepec, La Huacana, Churumuco, Buenavista y Gabriel Zamora. 
En la región destacan las haciendas que datan del Porfiriato, en esa época el gobierno incentivó a extranjeros a habitar regiones despobladas y emprender negocios como lo fueron las haciendas agrícolas. Provenientes de Lombardía Italia llegaron a la región de Tierra Caliente Michoacán la acaudalada familia Cusi, donde establecieron varias haciendas.
- Ex hacienda de Guadalupe (Parácuaro): localizada en las cercanías de la localidad de Parácuaro en el municipio del mismo nombre. Su estado es de ruinas. Data de finales del siglo XIX y principios del siglo XX, perteneció a la familia Cusi proveniente de Italia. Entre las estructuras se halla un acceso a la exhacienda el cual es una puerta de piedra, con arco y sobre de él un pequeño frontis triangular que tiene labrado en relieve el año de 1920, la puerta es alternada por torres circulares almenadas que aluden a una fortaleza o castillo medieval; otras estructuras son los restos de la casa principal, lo que fue un molino, entre otras.

- Ex hacienda de Tahuejo (Taretan): localizada en el municipio de Taretan.

- Ex hacienda del Valle de San Ignacio (Parácuaro): localizada en el municipio de Parácuaro.

- Ex hacienda de los Bancos (Parácuaro): localizada en el municipio de Parácuaro.

- Ex hacienda de Lombardía (Gabriel Zamora): localizada en la localidad de Lombardía en el municipio de Gabriel Zamora. Fue adquirida en 1903 por el italiano Dante Cusi con una extensión de 28 mil hectáreas.

- Ex hacienda de Nueva Italia (Múgica): localizada en la localidad de Nueva Italia en el municipio de Múgica. Fue adquirida a principios del siglo XX por el italiano Dante Cusi con una extensión de 35 mil hectáreas.

- Ex hacienda del Nacimiento (Buenavista): localizada en el municipio de Buenavista. Entre sus estructuras destaca un acueducto de piedra y ladrillo con gruesos arcos de medio punto.